# Milica Mićović
Milica Mićović (in serbo Милица Мићовић?; Mladenovac, 24 agosto 1984) è una cestista serba con cittadinanza italiana.
Guardia-ala di 182 cm, ha giocato in Serie A1 italiana con Parma, Viterbo, Napoli, Pozzuoli, Ragusa, Venezia, Schio e Virtus Bologna.

## Carriera
Cresciuta nelle giovanili del Basket Parma, disputa due stagioni con la prima squadra nel biennio 2003-2005.
Seguono tre anni in Serie A2, tra Carugate e Bologna. Nel 2008 rientra in A1 con Viterbo, l'anno successivo fa ritorno a Parma.
Tra il 2010 e il 2012 si sposta al Napoli Basket Vomero e alla Pallacanestro Pozzuoli.
Nell'estate 2012 passa alla Passalacqua Ragusa, in Serie A2. Con le iblee ha ottenuto la promozione in Serie A1 ed è arrivata in finale della Coppa Italia di categoria.
Nel 2013-14 è la prima confermata nel roster delle iblee.
Nel 2019 conquista lo scudetto con la Famila Wuber Schio.
Nell'ottobre 2019 approda alla Virtus Bologna femminile in serie A1.
La stagione successiva scende di categoria e ritorna dopo tredici anni nel Basket Carugate.
Dal 2021 è nella squadra siciliana di A2 dell'Alma Basket Patti.
Ha partecipato anche a tre edizioni di Eurolega con Parma e con Schio.

## Statistiche

### Presenze e punti nei club

#### Campionato
Statistiche aggiornate al 30 giugno 2021
| Stagione        | Squadra                       | Competizione | Partite | Partite | Partite | Statistiche tiro | Statistiche tiro | Statistiche tiro | Altre statistiche | Altre statistiche | Altre statistiche | Altre statistiche | Altre statistiche |
| Stagione        | Squadra                       | Competizione | Pres.   | Titol.  | Minuti  | Tiri da 2        | Tiri da 3        | Liberi           | Rimb.             | Assist            | Rubate            | Stopp.            | Punti             |
| --------------- | ----------------------------- | ------------ | ------- | ------- | ------- | ---------------- | ---------------- | ---------------- | ----------------- | ----------------- | ----------------- | ----------------- | ----------------- |
| 2003-2004       | Meverin Parma                 | Serie A1     | 1       | 0       | 26      | 4/5              | 0/1              | 0                | 2                 | 0                 | 0                 | 0                 | 8                 |
| 2004-2005       | Meverin Parma                 | Serie A1     | 34      | 0       | 515     | 29/82            | 15/48            | 11/16            | 40                | 10                | 26                | 0                 | 114               |
| 2005-2006       | Marvecs Carugate              | Serie A2     | 30      | 23      | 954     | 143/328          | 49/168           | 128/168          | 154               | 25                | 79                | 8                 | 561               |
| 2006-2007       | PentaMedia Carugate           | Serie A2     | 30      | 21      | 961     | 88/205           | 54/159           | 89/112           | 123               | 48                | 61                | 4                 | 447               |
| 2007-2008       | Meccanica Nova Bologna        | Serie A2     | 33      | 31      | 1039    | 91/219           | 65/208           | 72/94            | 119               | 51                | 69                | 6                 | 449               |
| 2008-2009       | Virtus Viterbo                | Serie A1     | 24      | 21      | 719     | 73/206           | 14/60            | 70/96            | 75                | 17                | 31                | 0                 | 258               |
| 2009-2010       | Lavezzini Parma               | Serie A1     | 28      | 17      | 549     | 29/74            | 23/80            | 16/30            | 55                | 9                 | 33                | 1                 | 143               |
| 2010-2011       | Job Gate Napoli               | Serie A1     | 30      | 11      | 748     | 49/116           | 24/83            | 45/58            | 79                | 22                | 47                | 1                 | 215               |
| 2011-2012       | Gma Del Bò Pozzuoli           | Serie A1     | 28      | 7       | 718     | 53/137           | 30/94            | 48/62            | 82                | 27                | 35                | 0                 | 244               |
| 2012-2013       | Passalacqua Spedizioni Ragusa | Serie A2     | 26      | 26      | 716     | 56/114           | 46/130           | 44/58            | 127               | 18                | 37                | 1                 | 294               |
| 2013-2014       | Passalacqua Ragusa            | Serie A1     | 34      | 34      | 797     | 39/94            | 41/103           | 29/40            | 112               | 32                | 40                | 1                 | 230               |
| 2014-2015       | CUS Cagliari                  | Serie A1     | 27      | 14      | 849     | 87/188           | 47/130           | 81/88            | 103               | 42                | 40                | 3                 | 396               |
| 2015-2016       | Passalacqua Ragusa            | Serie A1     | 33      | 3       | 510     | 24/61            | 34/85            | 18/20            | 54                | 17                | 25                | 0                 | 168               |
| 2016-2017       | Umana Reyer Venezia           | Serie A1     | 30      | 25      | 653     | 36/100           | 22/87            | 25/31            | 71                | 48                | 25                | 1                 | 163               |
| 2017-2018       | Umana Reyer Venezia           | Serie A1     | 23      | 5       | 362     | 19/42            | 22/55            | 7/10             | 48                | 32                | 11                | 1                 | 111               |
| 2018-2019       | Famila Wuber Schio            | Serie A1     | 19      | 0       | 83      | 2/8              | 5/10             | 3/4              | 7                 | 4                 | 3                 | 0                 | 22                |
| 2019-2020       | Virtus Bologna                | Serie A1     | 17      | 11      | 418     | 29/68            | 16/54            | 18/24            | 49                | 24                | 8                 | 1                 | 124               |
| 2020-2021       | Carugate                      | Serie A2     | 21      | 17      | 561     | 48/123           | 41/104           | 49/54            | 82                | 45                | 23                | 1                 | 268               |
| Totale carriera |                               |              |         |         |         |                  |                  |                  |                   |                   |                   |                   |                   |

#### Coppe europee
Statistiche aggiornate al 30 giugno 2019.

| Stagione        | Squadra         | Competizione | Partite | Partite | Partite | Statistiche tiro | Statistiche tiro | Statistiche tiro | Altre statistiche | Altre statistiche | Altre statistiche | Altre statistiche | Altre statistiche |
| Stagione        | Squadra         | Competizione | Pres.   | Titol.  | Minuti  | Tiri da 2        | Tiri da 3        | Liberi           | Rimb.             | Assist            | Rubate            | Stopp.            | Punti             |
| --------------- | --------------- | ------------ | ------- | ------- | ------- | ---------------- | ---------------- | ---------------- | ----------------- | ----------------- | ----------------- | ----------------- | ----------------- |
| 2003-2004       | Lavezzini Parma | EuroLega     | 12      |         | 249     | 15/42            | 2/5              | 18/29            | 39                | 2                 | 7                 | 2                 | 54                |
| 2004-2005       | Lavezzini Parma | EuroLega     | 14      |         | 210     | 12/25            | 2/13             | 6/8              | 16                | 6                 | 8                 | 0                 | 36                |
| 2016-2017       | Reyer Venezia   | EuroCup      | 9       |         | 236     | 9/28             | 11/30            | 7/7              | 23                | 19                | 6                 | 0                 | 58                |
| 2017-2018       | Reyer Venezia   | EuroCup      | 14      |         | 225     | 8/28             | 13/28            | 9/14             | 41                | 20                | 5                 | 0                 | 64                |
| 2018-2019       | Famila Schio    | EuroLega     | 2       |         | 14      | 0/1              | 1/2              | 0/0              | 1                 | 1                 | 2                 | 0                 | 3                 |
| Totale carriera |                 |              |         |         |         |                  |                  |                  |                   |                   |                   |                   |                   |

## Palmarès
- Campionato italiano: 1
Famila Wuber Schio: 2018-19
- Coppa Italia: 1
V. Eirene Ragusa: 2016
- Campionato italiano di Serie A2: 1
V. Eirene Ragusa: 2012-13